# William Chambers

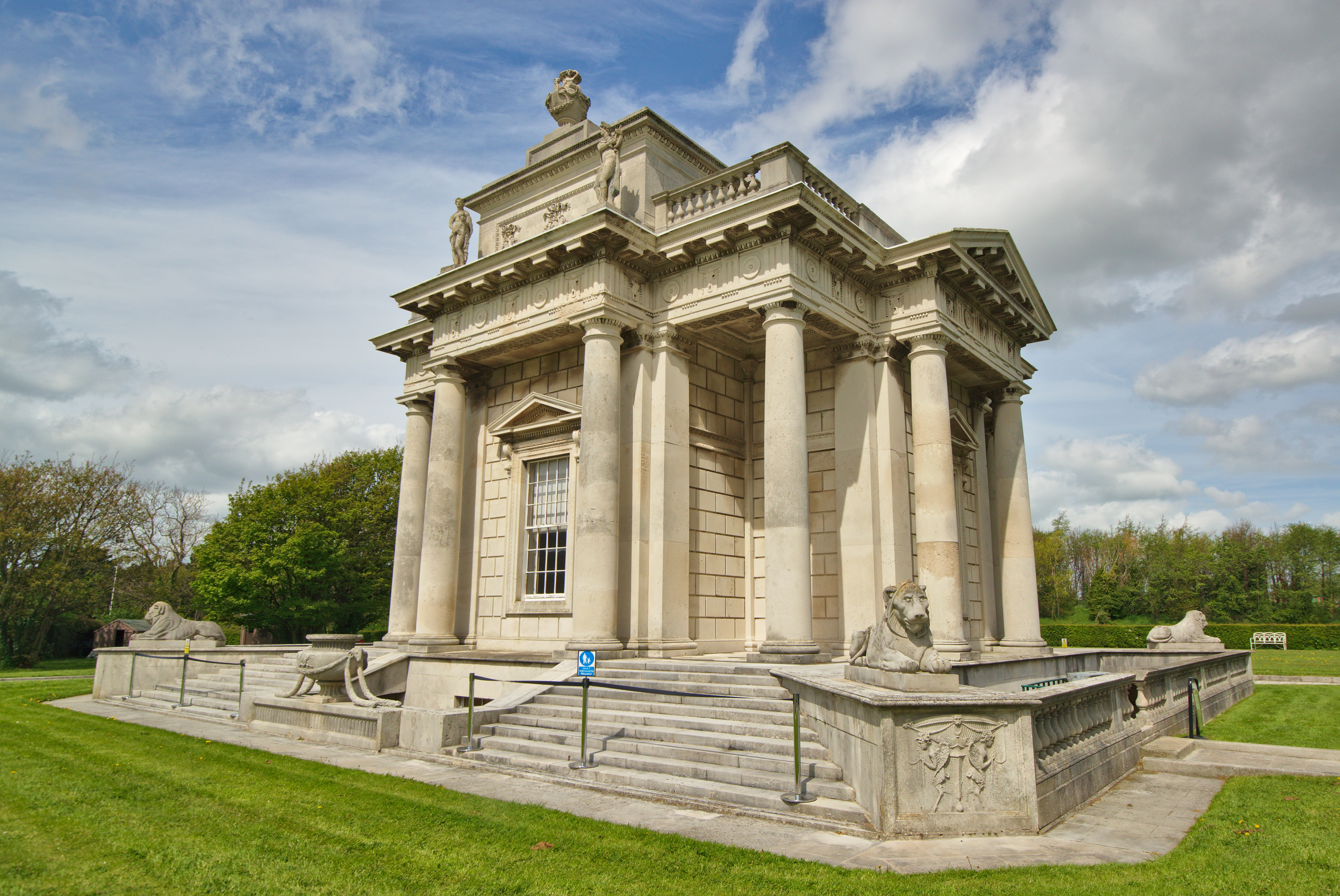
Casino Marino w Dublinie

Sir William Chambers (ur. 23 lutego 1723 w Göteborgu w Szwecji, zm. 8 marca 1796 w Londynie) – szkocki architekt, projektant ogrodów i budowli ogrodowych.
Urodził się w rodzinie kupieckiej. W latach 1740–1749 podróżował po Dalekim Wschodzie, dwukrotnie odwiedzając Chiny. Po powrocie do Europy studiował architekturę we Włoszech, zaś w 1761 został mianowany architektem królewskim na brytyjskim dworze.
Inspirując się poznaną podczas podróży chińską architekturą stworzył oryginalny, orientalistyczny styl. Jego największym dziełem są ogrody królewskie Kew Gardens w Londynie, w których wprowadził charakterystyczny dla chińskich rozwiązań ogrodowych nieregularny układ ścieżek i skupisk drzew oraz swobodne rozmieszczenie punktów widokowych.
Chambers był także autorem dwóch prac dotyczących chińskiej sztuki: Designs of Chinese Buildings, Furniture, Dresses, Machines and Utensils (1757) i Dissertation of Oriental Gardening (1772).
Stworzony przez Chambersa orientalistyczny styl architektoniczny szybko rozpowszechnił się w Europie. W Polsce jego reprezentantami byli Dominik Merlini i Jan Chrystian Kamsetzer, projektanci Łazieniek. Dzieła Chambersa znajdowały się w bibliotece Stanisława Augusta Poniatowskiego.